# Ocinebrina edwardsii
Espèce
Ocinebrina edwardsii est une espèce de mollusques gastéropodes marins prédateurs.